# Karl Schulze (Mediziner)
Karl Friedrich Wilhelm Schulze (* 25. März 1905 in Goslar; † 17. September 1966) war ein deutscher Internist und Hochschullehrer.

## Leben und Werk
Er war der Sohn von Emil Schulze († 1918) und dessen Ehefrau Anna Schulze geb. Bokemüller. Bis 1925 besuchte er das Gymnasium in Goslar und studierte dann Medizin in München, Wien, Paris und Berlin. 1927 legte er das Physikum in München und 1930 das medizinische Staatsexamen in Berlin ab. 1931 promovierte er in Berlin zum Dr. med. An der Charité war er ab 1933 als Assistent tätig und wurde 1936 mit den Aufgaben eines Oberarztes betraut. 1939 habilitierte er sich und wurde Dozent an der Universität Berlin und dort 1943 zum außerplanmäßigen und 1944 zum beamteten außerordentlichen Professor ernannt. Mit Ausbruch des Zweiten Weltkrieges nahm er als Stabsarzt am Kriegsgeschehen teil. Ab 1942 war er gleichzeitig ehrenamtlicher Direktor der staatlich medizinisch-naturwissenschaftlichen Institute in Lemberg.
Nach dem Zweiten Weltkrieg kehrte er nach Goslar zurück, wo er zunächst eine eigene Praxis eröffnete. Von 1947 bis 1950 arbeitete er in Bad Harzburg in der Krankenanstalt Irenenhaus und wurde 1950 Chefarzt der Inneren Abteilung und Direktor der Städtischen Krankenanstalt im Theresienhof in Goslar.